# Steven Brill (réalisateur)
Pour les articles homonymes, voir Steven Brill et Brill.
Steven Brill est un acteur, réalisateur, producteur et scénariste américain, né le 27 mai 1962 à Utica, dans l'État de New York.

## Biographie
Steven Brill est le scénariste de la série de films Les Petits Champions (The Mighty Ducks) et apparait dans chaque film, dans des rôles différents.

## Filmographie

### Acteur
- 1989 : Sexe, Mensonges et Vidéo, de Steven Soderbergh : Barfly
- 1989 : Going Overboard, de Valerie Breiman : Priest
- 1990 : Bons Baisers d'Hollywood, de Mike Nichols : Assistant Director
- 1990 : Genuine Risk, de Kurt Voss : Jimmy
- 1990 : Edward aux mains d'argent, de Tim Burton : Dishwasher Man
- 1990 : Un ange... ou presque, de John Cornell : 2nd Male Teller
- 1991 : Mort à Palm Springs ou Délit de fuite (Dead Silence) (TV), de Peter O'Fallon : Tommy
- 1992 : Batman : Le Défi, de Tim Burton : Gothamite #1
- 1992 : Les Petits Champions, de Stephen Herek : Frank Huddy
- 1992 : The Opposite Sex and How to Live with Them (en), de Matthew Meshekoff :    George  French TV Announcer
- 1993 : Aspen Extreme, de Patrick Hasburgh (en) : Waiter
- 1994 : Les Petits Champions 2 (D2: The Mighty Ducks), de Sam Weisman : Celebrity at Party
- 1994 : Pour l'amour d'une femme, de Luis Mandoki : Madras Tie Guy
- 1994 : Don't Do It (en), d'Eugene Hess : Waiter
- 1995 : French Exit (en), de Daphna Kastner : Ben
- 1996 : Les Petits Champions 3 (The Mighty Ducks 3), de Robert Lieberman : Arcade Attendant
- 1998 : Wedding Singer : Demain, on se marie !, de Frank Coraci : Glenn's Buddy
- 1999 : Big Daddy, de Dennis Dugan : Castellucci (as Steve Brill)
- 2001 : Joe La Crasse (Joe Dirt), de Dennie Gordon : WNYH Reporter (non crédité)
- 2002 : Les Aventures de Mister Deeds, de Steven Brill : Violin Player (non crédité)
- 2007 : En cloque, mode d'emploi (Knocked Up), de Judd Apatow : Ben's Boss
- 2008 : Drillbit Taylor, garde du corps (Drillbit Taylor), de Steven Brill : Doctor

### Réalisateur
- 1995 : La Colo des gourmands (Heavyweights)
- 1999 : Late Last Night (en) (TV)
- 2000 : Little Nicky
- 2002 : Les Aventures de Mister Deeds (Mister Deeds)
- 2004 : Jusqu'au cou (Without a Paddle)
- 2007 : The Weekend (TV)
- 2008 : Drillbit Taylor, garde du corps (Drillbit Taylor)
- 2013 : My Movie Project (Movie 43), comportant quatorze histoires différentes, chacune réalisée par un réalisateur différent
- 2014 : Blackout total (Walk of Shame)
- 2016 : The Do-Over
- 2017 : Sandy Wexler
- 2018 : Adam Sandler: 100% Fresh (en)
- 2020 : Hubie Halloween

### Scénariste
- 2021 : Les Petits Champions : Game Changers (série TV)